# Liane Schmuhl
Liane Schmuhl (ur. 29 czerwca 1961) – niemiecka lekkoatletka specjalizująca się w pchnięciu kulą, reprezentująca w czasie swojej kariery Niemiecką Republikę Demokratyczną, mistrzyni Europy juniorek z Bydgoszczy (1979).

## Sukcesy sportowe
- halowa mistrzyni NRD w pchnięciu kulą – 1982[1]
- dwukrotna wicemistrzyni NRD w pchnięciu kulą – 1982, 1983[2]

| Rok  | Miasto    | Zawody                      | Konkurencja    | Wynik       |
| ---- | --------- | --------------------------- | -------------- | ----------- |
| 1978 | Bukareszt | Zawody Przyjaźni            | pchnięcie kulą | złoty medal |
| 1979 | Bydgoszcz | mistrzostwa Europy juniorów | pchnięcie kulą | złoty medal |

## Rekordy życiowe
- pchnięcie  kulą – 21,27 – Cottbus 26/06/1982
- pchnięcie kulą (hala) – 20,70 – Senftenberg 27/02/1982